# Варварката и тролът
„Варварката и тролът“ (на английски: The Barbarian and the Troll) е американски куклен и комедиен телевизионен сериал по идея на Майк Мичъл и Дрю Маси, който се излъчва премиерно по Nickelodeon на 2 април 2021 г. и приключва на 25 юни.

## В България
В България сериалът започва излъчване по „Никелодеон“ през 2021 г. с български нахсинхронен дублаж, записан в студио „Про Филмс“.
През 2022 г. сериалът е достъпен в стрийминг платформата SkyShowtime.
| Роля             | Изпълнител              |
| ---------------- | ----------------------- |
| Диктор           | Георги Стоянов          |
| Еван             | Александър Хаджиангелов |
| Брендар          | Дайяна Димитрова        |
| Стейси           | Елисавета Господинова   |
| Жена             | Евгения Ангелова        |
| Кайл             | Георги Стоянов          |
| Хорас            | Николай Пърлев          |
| Генерал Скели    | Стефан Иванов           |
| Момиче           | Тихомира Темелкова      |
| Кралица Блестица | Цветослава Симеонова    |
| Акси             | Явор Караиванов         |